# مجلس نواب روسيا البيضاء
مجلس نواب روسيا البيضاء (بالإنجليزية: House of Representatives of Belarus)‏ هو الهيئة التشريعية في روسيا البيضاء، ويتكون من 110 مقعداً، يقع المقر الرئيسي له في مبنى الحكومة في مينسك ‏، وهو المجلس الأدنى في الجمعية الوطنية في روسيا البيضاء.

## طالع أيضًا
- الجمعية الوطنية في روسيا البيضاء